# Вьялицына, Марина Леонидовна
Марина Леонидовна Вьялицына (1964, Свердловск — 17 сентября 1989) — советская волейболистка, игрок женской сборной СССР (1989). чемпионка Европы 1989. Мастер спорта международного класса (1989). Связующая. 
В чемпионатах СССР выступала за свердловские «Уралочку» (1982—1983) и «Уралочку»-2 (1983—1989). Серебряный призёр чемпионата СССР 1983.
В европейских клубных соревнованиях выступала за «Уралочку». В её составе: двукратный обладатель Кубка европейских чемпионов (1983, 1987), серебряный призёр Кубка чемпионов 1988, победитель розыгрыша (1986) и серебряный призёр (1985) Кубка обладателей кубков ЕКВ. 
В составе сборной СССР в 1989 году стала чемпионкой Европы. После соревнований заехала навестить родителей, но на обратном пути 17 сентября 1989 погибла в автокатастрофе.